# Princesa (telenovela)
Princesa fue una telenovela Argentina emitida por Canal 9 en el año 1992 . Fue protagonizada por Maricarmen Regueiro y Gabriel Corrado. Coprotagonizada por Henry Zakka, Hilda Abrahamz, 
Liliana Custo
Juan Manuel Tenuta, Roberto Antier, Hugo Cosiansi, Jean Pierre Noher y Susana Cart. Antagonizada por Viviana Saccone. También, contó con las actuaciones especiales de Adela Gleijer y Cecilia Maresca.

## Sinopsis
Daniela Lezama (Maricarmen Regueiro) y Mariana Gastardi (Viviana Saccone) compiten por alcanzar el reinado en un juego del último año de la escuela secundaria. En una ceremonia por el inicio de las clases, Mariana resulta elegida reina de la escuela mientras que Daniela la princesa. El resultado provocará una mutua y continua rivalidad a lo largo de sus vidas. A este conflicto llegara Marcelo Mastronardi (Gabriel Corrado), un joven  profesor de colegio, que por fuerza mayor debe tomar el empleo porque su padre le quitó toda ayuda económica a raíz de que su deseo es ser es un artista de la pintura, esto inicia entre las dos muchachas una disputa por el amor del apuesto profesor de arte, pero también entrara otra mujer a luchar por 
este amor: se interpone Sofía bella y talentosa quien ganará el amor.la Doctora Marina Lezama (Hilda Abrahamz), hermana mayor de Daniela.

## Elenco
- Maricarmen Regueiro como Daniela Lezama.
- Gabriel Corrado como Marcelo Mastronardi.
- Henry Zakka como Ramiro Gastardi.

- Hilda Abrahamz como Doctora Marina Lezama.
- Juan Manuel Tenuta como Domenico Mastronardi.
- Liliana Custo cómo Gaby Stone.
- Roberto Antier como Enrique.
- Viviana Saccone como Mariana Gastardi.
- Hugo Cosiansi como Ricardo.
- Adela Gleijer como Directora Amalia.
- Jean Pierre Noher como Profesor Bonavita.
- Graciela Pal como Luciana.
- Susana Cart como Francesca.
- Antonio Caride como Doctor Fuentes.
- Cecilia Maresca
- Elsa Piuselli
- Sandra Sandrini
- Julio Riccardi

## Emisión en otros países
- En Venezuela se emitió a través de Radio Caracas Televisión entre mayo y noviembre de 1993. En dicho país se usó el tema musical Amor chiquito, interpretado por la cantante venezolana Nancy Ramos como cortina musical de apertura y cierre.
- En Puerto Rico se transmitió por Telemundo canal 2.

- Datos: Q6086566